# Marcos Górriz
Marcos Aurelio Górriz Bonhora (Barcelona, 4 de marzo de 1964) es un extenista español. También es entrenador de tenis. Entre sus pupilos, destaca Alejandro Falla.

## Carrera
Górriz jugó en 13 torneos de Grand Slams durante su carrera, aunque tan solo pasó a la segunda ronda en dos ocasiones. En su primera aparición en el Roland Garros de 1992, derrotó al cabeza de serie número 29 Omar Camporese antes de ser eliminado por Michael Chang en cuatro sets. En el Torneo de Wimbledon 1993 también llegó a la segunda ronda al ganar a Slava Doseděl. En esta ocasión, perdió en segunda ronda ante Todd Martin.
En el resto de torneos, su mayor hito fue ser semifinalista en la Copa Kremlin de 1991.
Como doblista, tuvo más éxito. Ganó un título en el Hypo Group Tennis International de Génova en 1991 junto a Alfonso Mora.

## Torneos ATP

### Dobles (3)
| Leyenda                |
| Grand Slam (0)         |
| Tennis Masters Cup (1) |
| ATP Masters Series (2) |
| ATP Tour (11)          |

| Resultado | Fecha             | Torneo                                  | Superficie    | Pareja          | Oponentes en la final             | Resultado     |
| --------- | ----------------- | --------------------------------------- | ------------- | --------------- | --------------------------------- | ------------- |
| Derrota   | Agosto de 1990    | Challenger de San Marino                | Tierra Batida | Jordi Burillo   | Vojtěch Flégl Daniel Vacek        | 1–6, 6–4, 6–7 |
| Derrota   | Noviembre de 1990 | Itaparica                               | Tierra batida | Tomás Carbonell | Mauro Menezes Fernando Roese      | 6–7, 5–7      |
| Victoria  | Junio de 1991     | Hypo Group Tennis International, Génova | Tierra batida | Alfonso Mora    | Massimo Ardinghi Massimo Boscatto | 5–7, 7–5, 6–3 |

## Títulos Challenger

### Individuales (4)
| Resultado | Fecha | Torneo                | Superficie    | Oponente en la final | Resultado     |
| --------- | ----- | --------------------- | ------------- | -------------------- | ------------- |
| Victoria  | 1990  | Knokke                | Tierra batida | Josef Čihák          | 7–5, 2–6, 6–1 |
| Victoria  | 1991  | Challenger de Fürth   | Tierra batida | Dimitri Poliakov     | 6–2, 3–0 RET  |
| Victoria  | 1991  | Challenger de Ginebra | Tierra batida | Dinu Pescariu        | 6–3, 6–2      |
| Victoria  | 1996  | Košice                | Tierra batida | Dominik Hrbatý       | 6–4, 6–3      |

### Dobles (6)
| Resultado | Fecha | Torneo    | Superficie    | Pareja           | Oponentes en la final            | Resultado     |
| --------- | ----- | --------- | ------------- | ---------------- | -------------------------------- | ------------- |
| Victoria  | 1989  | Vilamoura | Dura          | Borja Uribe      | Simone Colombo David Felgate     | 6–1, 3–6, 7–6 |
| Victoria  | 1990  | Hossegor  | Tierra batida | Marcelo Ingaramo | Eduardo Bengoechea Eduardo Masso | 7–5, 6–2      |
| Victoria  | 1991  | Parioli   | Tierra batida | Andrei Olhovskiy | Martin Damm David Rikl           | 7–5, 2–6, 6–2 |
| Victoria  | 1991  | Furth     | Tierra batida | Maurice Ruah     | Jamie Morgan Sandon Stolle       | 6–2, 6–4      |
| Victoria  | 1991  | Tampere   | Tierra batida | Tomás Carbonell  | David Adams Andrei Olhovskiy     | 6–4, 6–2      |
| Victoria  | 1994  | Ostende   | Tierra batida | Libor Pimek      | Jeff Belloli Martin Zumpft       | 7–6, 2–6, 6–4 |